# Nagari Malalak Utara
Nagari Malalak Utara is een bestuurslaag in het regentschap Agam van de provincie West-Sumatra, Indonesië. Nagari Malalak Utara telt 2123 inwoners (volkstelling 2010).